# 郭智敏
郭智敏（韓語：곽지민，1985年2月13日—），韓國女演員。

## 演出作品

### 電視劇
- 2003年：KBS《玉琳的成長日記1》
- 2004年：MBC《我要戀愛》飾演 紫蘿的妹妹
- 2005年：SBS《布拉格戀人》飾演 鄭妍秀
- 2007年：MBC《瑪莉大九攻防戰》
- 2007年：KBS《我是老師》飾演 多彬
- 2012年：SBS《幽靈》飾演 全恩瑟
- 2013年：MBC《龜巖許浚》
- 2013年：tvN《幻想巨塔》
- 2013年：KBS《Good Doctor》飾演 李秀真
- 2013年：MBC《閃耀的羅曼史》飾演 吳允娜
- 2014年：MBC《傲慢與偏見》飾演 宋雅凜

### 電影
- 2004年：《女高怪談之狐狸階梯》
- 2004年：《紅眼》
- 2004年：《援交天使》
- 2005年：《恐怖夜車》
- 2007年：《少女之間》
- 2009年：《頭腦玄機》
- 2010年：《青春之歌》
- 2011年：《Link》
- 2012年：《婚禮緋聞》
- 2012年：《我的PS搭檔》

### MV
- 2009年：U-KISS《喜歡你》
- 2009年：李真聲《Sorry》

## 綜藝節目
- 2011年：SBS《情書》E121-122.E123-E124

## 獲獎
- 2004年：釜山電影評論家協會獎女新人獎

## 外部連結
- 郭智敏的Instagram帳戶
- NAVER （页面存档备份，存于）